# Partit Comunista de l'Índia (Maoista)
El Partit Comunista de l'Índia (Maoista) és un partit polític d'ideologia maoista de l'Índia, prohibit pel govern indi per impulsar la lluita armada contra el mateix. El partit ha estat designat com a organització terrorista a l'Índia en virtut de la Llei de prevenció d'activitats il·legals des de 2009.
L'any 2006, el primer ministre Manmohan Singh es va referir als maoistes com "el repte de seguretat interna més gran" per a l'Índia, i va dir que "els sectors desfavorits i alienats de la població" formen la columna vertebral del moviment maoista a Índia.

## Formació
Va ser fundat el 21 de setembre de 2004 després de la unificació del Partit Comunista de l'Índia (Marxista-Leninista) de la Guerra Popular i el Centre Comunista Maoista de l'Índia. Més tard, al 2014, el Partit Comunista de l'Índia (Marxista-Leninista) Naxalbari també es va incorporar al PCI(m)

## Ideologia
El PCI(m) considera que l'estat indi està "dirigit per una col·laboració d'imperialistes, la burgesia compradora i els senyors feudals". Després de la fusió, es va anunciar que el Partit seguiria el marxisme-leninisme-maoisme com a "base ideològica que guiaria el seu pensament en tots els àmbits de les seves activitats", incloent la guerra popular prolongada per soscavar i prendre el poder de l'estat.
La ideologia del PCI(m) està continguda en el "Programa del partit". En el document, els maoistes denuncien la globalització com una guerra al poble per part dels fonamentalistes del mercat i el sistema de castes com una forma d'opressió social. El Partit afirma que estan duent a terme una "guerra popular", un enfocament estratègic desenvolupat per Mao Zedong durant la fase de la guerra de guerrilles del Partit Comunista Xinès. El seu objectiu final és instal·lar un "govern popular" mitjançant una Nova Revolució Democràtica.

## Localització
El CPI(m) opera actualment en el cinturó forestal al voltant de l'Índia central, en els estats de Chhattisgarh, Bihar, Maharashtra, Andhra Pradesh, Jharkhand i Orissa. El Partit pretén consolidar el seu poder en aquestes regions i establir una Zona Revolucionària Compacta des de la qual avançar la guerra popular a altres parts de l'Índia.
Les forces insurgents s'han anat reduint progressivament des de l'anomenada Operació Cacera Verda, una gran ofensiva desenvolupada des del 2009 pel govern indi i les forces paramilitars o de seguretat dels estats, que van desgastar la guerrilla amb enormes pèrdues entre morts, detinguts i rendicions.

Les operacions antiterroristes no van estar exentes de polèmiques. L'Estat de Chhattisgarh, per exemple, va patrocinar la formació de la milicia Salwa Judum (que significa "marxa per la pau" en llengua gondi), acusada al llarg dels anys d'utilitzar milers de nens soldats, de "perpetrar atrocitats i abusos contra les dones", cremar persones vives, i el saqueig de propietats i la destrucció de cases.

## Vegeu més
- Insurgència naxalita
- Maoisme
- Partit Comunista de les Filipines